# تشالنجر 2
تشالنجر 2 (بالإنجليزية: Challenger 2)‏ دبابة قتال رئيسية بريطانية الصنع صنعت من قبل شركة فيكرز أرمسترونغ يبلغ وزن الدبابة 62.5 طن وسلحت بمدفع من عيار 120 مم.
دخلت الدبابة الخدمة في القوات المسلحة للمملكة المتحدة عام 1998 وهي تخدم حتى الوقت الحاضر وبالإضافة إلى بريطانيا تخدم الدبابة في القوات المسلحة العمانية.